# Begonia zhengyiana
Espèce
Begonia zhengyiana est une espèce de plantes de la famille des Begoniaceae.
L'espèce fait partie de la section Coelocentrum.
Elle a été décrite en 2002 par Yu Min Shui.

## Répartition géographique
Cette espèce est originaire du pays suivant : Chine.